# Grand Slang
Grand Slang là một kiểu chữ không chân có phong cách chữ nghệ thuật được tạo ra bởi một nhà thiết kế đồ họa người Đức tên là Nikolas Wrobel. Nó được xuất bản vào ngày 1 tháng 9 năm 2019 từ nhà phát hành chữ của mình, Nikolas Type.
Ý tưởng cho việc thiết kế Grand Slang đến từ nghệ thuật viết thư pháp Mỹ thế kỷ 20 và công việc của các họa sĩ viết thư pháp Mỹ Oscar Ogg và William Addison Dwiggins. Nó cũng được lấy cảm hứng từ biển hiệu trong các bộ phim Mỹ từ những năm 1940 và 1950.
Grand Slang vừa mạnh mẽ vừa linh hoạt, kết hợp nhiều phong cách như viết tay truyền thống và đương đại, cùng với các hình dạng cơ bản. Nó bao gồm hơn 310 ký tự, bao gồm cả chữ in hoa và chữ thường, số, dấu câu, dấu nhấn, ligatures, dấu trắc diacritics và ký hiệu.
Tên Grand Slang đến từ hai từ tiếng Anh là grand và slang. Từ grand được sử dụng trong lóng tiếng Mỹ và Anh để chỉ một nghìn đô la hoặc một nghìn bảng Anh.
Kiểu chữ này có sẵn trực tuyến để tải về trong các định dạng tệp OTF và WOFF. Nó hữu ích cho thiết kế đồ họa, thiết kế web, ứng dụng và sách điện tử.
Grand Slang có thể được sử dụng để viết trong nhiều ngôn ngữ châu Âu sử dụng bảng chữ cái Latin. Đó là một phần mềm độc quyền, vì vậy bạn có thể sử dụng nó bằng cách chấp nhận các điều khoản của giấy phép phần mềm.